# WCT Finals 1973
Il WCT Finals 1973 è stato un torneo di tennis giocato sul sintetico indoor. È stata la 3ª edizione del torneo, che fa parte del World Championship Tennis 1973. Il torneo si è giocato al Moody Coliseum di Dallas negli Stati Uniti dal 9 al 13 maggio 1973.

## Campioni

### Singolare maschile
Stan Smith ha battuto in finale  Arthur Ashe con il punteggio di 6–3, 6–3, 4–6, 6–4